# Rajd Nowej Zelandii 1992
Rajd Nowej Zelandii 1992 (23. Rothmans Rally New Zealand) – 23. Rajd Nowej Zelandii rozgrywany w Nowej Zelandii w dniach 25–28 czerwca. Była to siódma runda Rajdowych Mistrzostw Świata w roku 1992. Rajd został rozegrany na nawierzchni szutrowej. Bazą rajdu było miasto Auckland.

## Wyniki końcowe rajdu[1]
| Msc. | Kierowca          | Pilot              | Samochód                      | Czas    | Strata | Grupa | Punkty |
| ---- | ----------------- | ------------------ | ----------------------------- | ------- | ------ | ----- | ------ |
| 1    | Carlos Sainz      | Luis Moya          | Toyota Celica Turbo 4WD       | 6:36.10 | 0.0    | A8    | 20     |
| 2.   | Piero Liatti      | Luciano Tedeschini | Lancia Delta HF Integrale     | 6:40.40 | +4.30  | A8    | 15     |
| 3.   | Ross Dunkerton    | Fred Gocentas      | Mitsubishi Galant VR-4        | 6:46.22 | +10.12 | A8    | 12     |
| 4.   | Mikael Sundström  | Jakke Honkanen     | Lancia Delta HF Integrale 16v | 7:03.12 | +27.02 | N4    | 10     |
| 5.   | Ed Ordynski       | Harry Mansson      | Mitsubishi Galant VR-4        | 7:06.04 | +29.54 | N4    | 8      |
| 6.   | Yoshio Fujimoto   | Hakaru Ichino      | Nissan Pulsar GTI-R           | 7:08.36 | +32.26 | N4    | 6      |
| 7.   | Will Orr          | Heather Orr        | Subaru Legacy RS              | 7:12.39 | +36.29 | N4    | 4      |
| 8.   | Seiichiro Taguchi | Chris Clarke       | Mitsubishi Galant VR-4        | 7:13.31 | +37.21 | N4    | 3      |
| 9.   | Barry Sexton      | Neil Cathcart      | Mazda 323 GTX                 | 7:14.12 | +38.02 | N4    | 2      |
| 10.  | Craig Stallard    | Graeme Jesse       | Mitsubishi Galant VR-4        | 7:15.16 | +39.06 | N4    | 1      |

## Klasyfikacja po 7 rundach
Tabele przedstawiają tylko pięć pierwszych miejsc.

### Kierowcy
| Lp. | Kierowca          | Pkt |
| --- | ----------------- | --- |
| 1   | Carlos Sainz      | 77  |
| 2   | Juha Kankkunen    | 62  |
| 3   | Didier Auriol     | 60  |
| 4   | Massimo Biasion   | 34  |
| 5   | Francois Delecour | 33  |

### Producenci
| Lp. | Producent | Pkt |
| --- | --------- | --- |
| 1   | Lancia    | 97  |
| 2   | Toyota    | 67  |
| 3   | Ford      | 60  |
| 4   | Nissan    | 24  |
| 5   | Subaru    | 23  |